# Бей-Вілледж (Огайо)
Бей-Вілледж (англ. Bay Village) — місто (англ. city) в США, в окрузі Каягога штату Огайо. Населення — 16 163 особи (2020).

## Географія
Бей-Вілледж розташований за координатами 41°29′16″ пн. ш. 81°55′53″ зх. д. / 41.48778° пн. ш. 81.93139° зх. д. (41.487816, -81.931442).  За даними Бюро перепису населення США в 2010 році місто мало площу 18,27 км², з яких 11,83 км² — суходіл та 6,44 км² — водойми.

## Демографія
Згідно з переписом 2010 року, у місті мешкала 15 651 особа в 6198 домогосподарствах у складі 4441 родини. Густота населення становила 857 осіб/км².  Було 6436 помешкань (352/км²).
Расовий склад населення:
| - 97,0 % — білих - 0,9 % — азіатів - 0,5 % — чорних або афроамериканців - 0,1 % — корінних американців |

До двох чи більше рас належало 1,1 %. Частка іспаномовних становила 1,6 % від усіх жителів.
За віковим діапазоном населення розподілялося таким чином: 25,4 % — особи молодші 18 років, 59,1 % — особи у віці 18—64 років, 15,5 % — особи у віці 65 років та старші. Медіана віку мешканця становила 43,4 року. На 100 осіб жіночої статі у місті припадало 90,4 чоловіків;  на 100 жінок у віці від 18 років та старших — 87,9 чоловіків також старших 18 років.
Середній дохід на одне домашнє господарство  становив 113 231 долар США (медіана — 89 864), а середній дохід на одну сім'ю — 127 194 долари (медіана — 102 654). Медіана доходів становила 74 892 долари для чоловіків та 58 260 доларів для жінок. За межею бідності перебувало 3,4 % осіб, у тому числі 3,3 % дітей у віці до 18 років та 3,0 % осіб у віці 65 років та старших.
Цивільне працевлаштоване населення становило 7969 осіб. Основні галузі зайнятості: освіта, охорона здоров'я та соціальна допомога — 26,3 %, науковці, спеціалісти, менеджери — 15,5 %, фінанси, страхування та нерухомість — 10,2 %, виробництво — 9,9 %.